# Plagioscion ternetzi
Plagioscion ternetzi är en fiskart som beskrevs av Boulenger, 1895. Plagioscion ternetzi ingår i släktet Plagioscion och familjen havsgösfiskar. Inga underarter finns listade i Catalogue of Life.